# 이승엽 (1982년)
이승엽(1982년 11월 28일 ~ )은 전 KBO 리그 두산 베어스, 독립 리그 고양 원더스의 선수이다.

## 출신 학교
- 대저초등학교
- 동성중학교
- 부산고등학교
- 중앙대학교

## 두산 베어스 시절
프로 야구 구단인 두산 베어스에 2002년 2차 6순위로 지명된 뒤 중앙대학교에 진학, 졸업 후 2006년 입단하였으나 11타수 무안타 7삼진 1타점만을 기록하고 방출되었다.

## 고양 원더스 입단
프로에서 방출되거나 프로에 지명되지 못한 선수들에게 기회를 주기 위해 탄생한 대한민국 1호 독립 구단인 고양 원더스 트라이 아웃에 합격하여 입단을 하게 된다. 팀의 임시주장을 맡았다가 현재는 야구단을 퇴단한 상태다.

## 통산 기록
| 연도 | 팀명  | 타율  | 경기 | 타수 | 득점 | 안타 | 2루타 | 3루타 | 홈런 | 루타 | 타점 | 도루 | 도실 | 볼넷 | 사구 | 삼진 | 병살 | 실책 |
| ---- | ----- | ----- | ---- | ---- | ---- | ---- | ----- | ----- | ---- | ---- | ---- | ---- | ---- | ---- | ---- | ---- | ---- | ---- |
| 2006 | 두산  | 0.000 | 12   | 11   | 0    | 0    | 0     | 0     | 0    | 0    | 1    | 0    | 0    | 1    | 0    | 7    | 0    | 0    |
| 통산 | 1시즌 | 0.000 | 12   | 11   | 0    | 0    | 0     | 0     | 0    | 0    | 1    | 0    | 0    | 1    | 0    | 7    | 0    | 0    |

## 참고
이승엽 - KBO 타자별 기록